# Nivellova ofenzíva
Nivellova ofenzíva byl útok britských a francouzských vojsk proti Němcům, který se odehrál na západní frontě za první světové války ve dnech 9. dubna až 9. května 1917.

## Události před bitvou
Po bitvě na Sommě se stal ze zákopové války již opravdový strašák velitelů. Nikdo a na žádné straně nevěděl, jak dál pokračovat v bojích, které si vyžadovaly desetitisíce a statisíce obětí, aniž by to vedlo k nějakým posunům na frontě. Francie učinila změnu, když odvolala z vrchního velitele Josepha Joffreho. Z vrchního velení byl zároveň odvolán i generál Ferdinand Foch. Novým velitelem francouzské armády se stal Robert Nivelle, který se vyznamenal již v bojích u Verdunu. Ten tvrdil, že vynalezl novou taktiku – krátkou, leč mohutnou dělostřeleckou přípravou měla být nepřátelská obrana prolomena do hloubky. Toto si však vyžádalo velké soustředění děl na krátkém úseku fronty. Počátkem roku 1917 byl postupně zpracováván plán až do detailů. Ještě dříve, než ofenzíva začala, zkrátili Němci frontovou linii a stáhli se na předem připravenou Hindenburgovu linii. Němci tak ušetřili 14 divizí a vybudovali těžko překročitelnou linii ve třech pásmech. Tento pohyb zasadil připravovanému francouzskému útoku těžkou ránu, další problém nastal, když Němci ukořistili plány na francouzskou ofenzívu u zabitého nepřátelského důstojníka. Přes tyto skutečnosti však Nivelle rozhodl, že se ofenzíva uskuteční.

## První fáze
9. dubna 1917 začal útok britských vojsk u Arrasu, který byl natolik prudký, že se útočícím vojskům podařilo obsadit první německou linii. 10. a 12. dubna pronikly některé britské jednotky až do druhé a třetí německé linie. Poté se však útok zastavil. Po celou dobu ofenzívy pršelo a v blátivém terénu se vojáci jen těžko pohybovali. Tvrdé boje pokračovaly i nadále, avšak docházelo jen k malým územním změnám.

## Druhá fáze

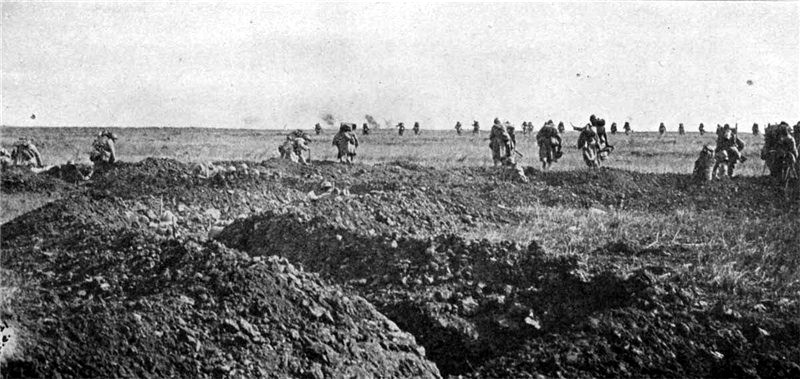
Útočící francouzská pěchota u Chemin des Dames

Francouzský útok, plánovaný jihovýchodněji, měl začít dle původního plánu 14. dubna, ovšem zdržel se dva dny. Bitva, zvaná též „druhá bitva na Aisně“ (či „bitva u Chemin des Dames“), začala až o dva dny později. Celou noc před útokem však pršelo a hustý déšť proměnil pole v blátivou břečku. Francouzskému dělostřelectvu se podařilo až po opakovaném ostřelování zničit zákopy v první linii, ovšem na nich se setkávali Francouzi s velkým odporem. Němci, kteří věděli o plánech útoku, přisunuli ještě před útokem do ohrožených oblastí zálohy, které byly používány v nejvíce ohrožených úsecích fronty. Katastrofálně dopadl francouzský útok tanky, které se v blátivém terénu pohybovaly jen velmi těžce a které byly rozstříleny německým dělostřelectvem. Němci též využívali dobře maskovaných betonových pevnůstek, odkud skolili kulomety francouzské útočící roje. Nivellova ofenzíva ztroskotala již první den. Některé jeho jednotky pokročily jen o několik kilometrů, jiné o několik set metrů. Přesto však Nivelle rozhodl, že bude v útoku pokračovat. Za obrovských ztrát, v blátivém terénu, který byl smáčen neustálým hustým deštěm, se jednotky Spojenců probíjely německými liniemi. 19. dubna se sice některým jednotkám podařilo postoupit do hloubky 6 – 7 kilometrů (výjimečně i 12 km), ovšem k rozhodujícímu průlomu nedošlo. Další útoky byly zastaveny až do počátku května, kdy se začalo znovu bojovat, což ovšem nevedlo k žádným výsledkům, a tak boje byly zastaveny.

## Výsledky bitvy

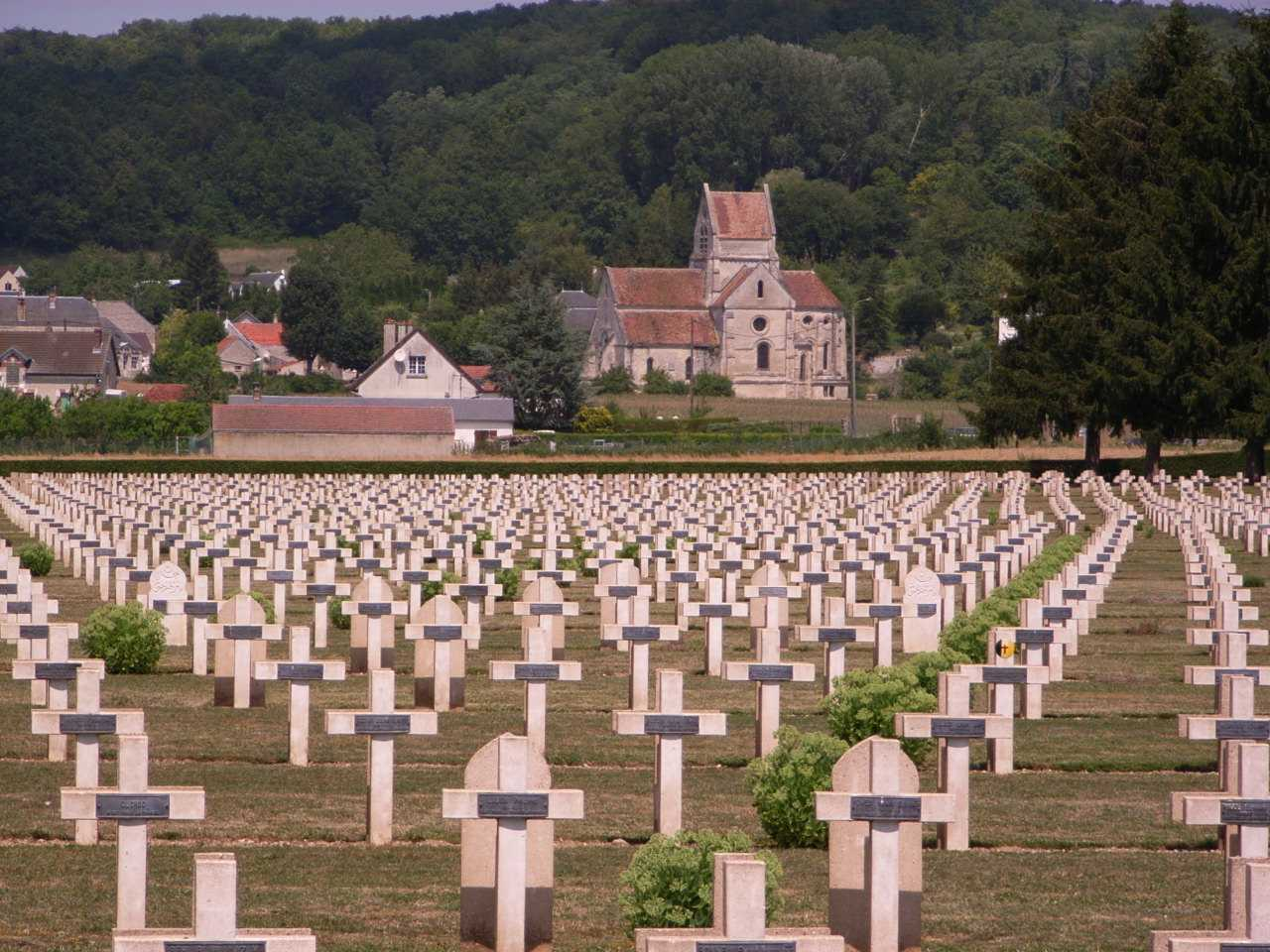
Vojenský hřbitov Soupir, Chemin des Dames

Po nezdařené ofenzívě, která se doslova utopila v blátě, byl francouzský generál Nivelle odvolán a nahrazen Pétainem. Územní zisky na francouzském úseku fronty byly velmi malé, lepších výsledků bylo dosaženo na britském úseku fronty u Arrasu. Během ofenzivy bylo zmařeno 230 tisíc britských a francouzských životů a 200 tisíc německých životů.